# Carl Hohe
Carl Leonhard Hohe (* 5. Mai 1847 in Bonn; † 21. Juni 1882 ebenda) war ein deutscher Maler, Zeichenlehrer, Lithograph und Restaurator.
Er war der Sohn des Universitätszeichenlehrers Christian Hohe (1798–1868) und Bruder von Rudolf  Hohe. Er war Schüler seines Vaters Christian Hohe. Eine weitere künstlerische Ausbildung auf einer Kunstakademie ist unbekannt.
Als Maler und Zeichenlehrer in Bonn tätig, erhielt Carl Hohe eine Denkmünze für freiwillige Krankenpflege im Deutsch-Französischen Krieg von 1870/71.